# Colby Covington
Colby Ray Covington, né le 22 février 1988 à Clovis (Californie, États-Unis), est un pratiquant américain d'arts martiaux mixtes (MMA). Il combat actuellement dans la catégorie des poids mi-moyens de l'Ultimate Fighting Championship (UFC).

## Biographie

### Jeunesse
Covington est né le 22 février 1988 à Clovis. Sa famille quitte la Californie pour l'Oregon lorsqu'il a 8 ans. Son père a lutté pendant un temps à l'Institut de technologie de l'Oregon et à l'Université du sud de l'Oregon.

### Carrière en arts martiaux mixtes (2011-...)

#### Débuts (2011-2014)
Il est invaincu à ses débuts en gagnant cinq combats, avant de signer à l'UFC à l'été 2014.

#### Ultimate Fighting Championship (depuis 2014)
Il fait ses débuts à l'UFC le 23 août 2014 contre Anying Wang, où il gagne le combat par soumission dans les dernières secondes du premier round. Il combat quelques mois plus tard, le 8 novembre 2014 contre Wagner Silva, qu'il bat par soumission au troisième round.
Le 23 mai 2015, il bat Mike Pyle par décision unanime. Le 12 décembre 2015, il perd contre Warlley Alves par soumission lors du premier round.
Le 18 juin 2016, il bat Jonathan Meunier par soumission au troisième round. Le 20 août 2016, il bat Max Griffin par TKO au troisième round. Le 17 décembre 2016, il bat Bryan Barberana par décision unanime.
Le 17 juin 2017, il bat Dong Hyun Kim par décision unanime. Le 28 octobre 2017, il bat Demian Maia par décision unanime.
Le 9 juin 2018, il bat Rafael dos Anjos par décision unanime. 
Le 3 août 2019, il bat Robbie Lawler par décision unanime. Le 14 décembre 2019, il combat le champion de la catégorie Kamaru Usman, mais il perd par KO.
Le 19 septembre 2020, il bat Tyron Woodley par TKO.
Le 6 novembre 2021, lors de l'UFC 268, il combat à nouveau le champion de la catégorie Kamaru Usman, deux ans après leur dernière rencontre, mais il perd par décision unanime, ne remportant pas la ceinture.
Le 5 mars 2022, il bat Jorge Masvidal par décision unanime lors de l'UFC 272. Ce combat est désigné Combat de la soirée.
Le 16 décembre 2023, lors de l'UFC 296, il ne remporte pas le titre des poids mi-moyens, battu par Leon Edwards par décision unanime.

## Vie privée
Colby Covington est un fervent soutien de Donald Trump[réf. nécessaire].

## Polémiques

### Injures envers le public brésilien (2017)
Après un combat qui remonte à 2017 au Brésil face à une star locale, Covington a insulté le public brésilien dans une interview et déclaré que le Brésil étais un « pays dépotoir » rempli « d'animaux sales », ce qui lui a valu de nombreuses critiques et des menaces de morts,.

### Bagarre de rue avec Masvidal (2022)
En mars 2022, quelques semaines après sa victoire sur Jorge Masvidal lors de l'UFC 272, ce dernier l'agresse alors qu'il se trouve dans un restaurant. Covington ressort de cette bagarre avec une dent cassée et de multiples blessures,.

## Palmarès en arts martiaux mixtes
| 22 combats     | 17 victoires | 5 défaites |
| Par KO         | 4            | 2          |
| Par soumission | 4            | 1          |
| Sur décision   | 9            | 2          |

| Résultat | Record | Adversaire       | Méthode                                 | Événement                               | Date              | Round | Temps | Lieu                                 | Notes                                                            |
| -------- | ------ | ---------------- | --------------------------------------- | --------------------------------------- | ----------------- | ----- | ----- | ------------------------------------ | ---------------------------------------------------------------- |
| Défaite  | 17-5   | Joaquin Buckley  | TKO (arrêt du médecin)                  | UFC Fight Night: Covington vs. Buckley  | 15 décembre 2024  | 3     | 4:42  | Tampa, Floride, États-Unis           |                                                                  |
| Défaite  | 17-4   | Leon Edwards     | Décision unanime                        | UFC 296: Edwards vs. Covington          | 16 décembre 2023  | 5     | 5:00  | Las Vegas, Nevada, États-Unis        | Pour le titre des poids mi-moyens de l'UFC.                      |
| Victoire | 17-3   | Jorge Masvidal   | Décision unanime                        | UFC 272: Covington vs. Masvidal         | 6 mars 2022       | 5     | 5:00  | Las Vegas, Nevada, États-Unis        | Combat de la soirée                                              |
| Défaite  | 16-3   | Kamaru Usman     | Décision unanime                        | UFC 268: Usman vs. Covington 2          | 6 novembre 2021   | 5     | 5:00  | New York City, New York, États-Unis  | Pour le titre des poids mi-moyens de l'UFC. Combat de la soirée. |
| Victoire | 16-2   | Tyron Woodley    | TKO (coups de poing)                    | UFC Fight Night: Covington vs. Woodley  | 19 septembre 2020 | 5     | 1:19  | Las Vegas, Nevada, États-Unis        |                                                                  |
| Défaite  | 15-2   | Kamaru Usman     | TKO (coups de poing)                    | UFC 245: Usman vs. Covington            | 14 décembre 2019  | 5     | 4:10  | Las Vegas, Nevada, États-Unis        | Pour le titre des poids mi-moyens de l'UFC. Combat de la soirée  |
| Victoire | 15-1   | Robbie Lawler    | Décision unanime                        | UFC on ESPN: Covington vs. Lawler       | 3 août 2019       | 5     | 5:00  | Newark, New Jersey, États-Unis       |                                                                  |
| Victoire | 14-1   | Rafael dos Anjos | Décision unanime                        | UFC 225                                 | 9 juillet 2018    | 5     | 5:00  | Chicago, Illinois, États-Unis        | Remporte le titre intérimaire des poids mi-moyens de l'UFC       |
| Victoire | 13-1   | Demian Maia      | Décision unanime                        | UFC Fight Night: Brunson vs. Machida    | 28 octobre 2017   | 3     | 5:00  | São Paulo, Brésil                    |                                                                  |
| Victoire | 12-1   | Dong Hyun Kim    | Décision unanime                        | UFC Fight Night: Holm vs. Correia       | 17 juin 2017      | 3     | 5:00  | Kallang, Singapour                   |                                                                  |
| Victoire | 11-1   | Bryan Barberena  | Décision unanime                        | UFC on Fox: VanZant vs. Waterson        | 17 septembre 2016 | 3     | 5:00  | Sacramento, Californie, États-Unis   |                                                                  |
| Victoire | 10-1   | Max Griffin      | TKO (coup de poing)                     | UFC 202                                 | 20 août 2016      | 3     | 2:18  | Las Vegas, Nevada,États-Unis         |                                                                  |
| Victoire | 9-1    | Jonathan Meunier | Soumission (étranglement arrière)       | UFC Fight Night: MacDonald vs. Thompson | 18 juin 2016      | 3     | 0:54  | Ottawa, Ontario, Canada              |                                                                  |
| Défaite  | 8-1    | Warlley Alves    | Soumission (étranglement en guillotine) | UFC 194                                 | 12 décembre 2015  | 1     | 1:26  | Las Vegas,Nevada, États-Unis         |                                                                  |
| Victoire | 8-0    | Mike Pyle        | Décision unanime                        | UFC 187                                 | 23 mai 2015       | 3     | 5:00  | Las Vegas, Nevada, États-Unis        |                                                                  |
| Victoire | 7-0    | Wagner Silva     | Soumission (étranglement arrière)       | UFC Fight Night: Shogun vs. Saint Preux | 8 octobre 2014    | 3     | 3:26  | Uberlândia, Brésil                   |                                                                  |
| Victoire | 6-0    | Wang Anying      | TKO (coups de poing)                    | UFC Fight Night: Bisping vs. Le         | 23 août 2014      | 3     | 4:50  | Macau, Chine                         |                                                                  |
| Victoire | 5-0    | Jay Ellis        | Soumission (étranglement bras-tête      | AFC 21: The Return                      | 16 mai 2014       | 1     | 2:49  | Hollywood, Floride, États-Unis       |                                                                  |
| Victoire | 4-0    | José Caceres     | Décision unanime                        | CFA 12: Sampo vs. Thao                  | 21 août 2013      | 3     | 5:00  | Coral Gables, Floride, États-Unis    |                                                                  |
| Victoire | 3-0    | Jason Jackson    | Décision unanime                        | Fight Time 10: It's Personal            | 22 juin 2012      | 3     | 5:00  | Fort Lauderdale, Floride, États-Unis |                                                                  |
| Victoire | 2-0    | David Hayes      | Soumission (étranglement bras-tête)     | Fight Time 9: MMA Explosion             | 27 avril 2012     | 2     | 1:42  | Fort Lauderdale, Floride, États-Unis |                                                                  |
| Victoire | 1-0    | Chris Ensley     | TKO                                     | Midtown Throwdown 3                     | 11 février 2012   | 1     | 1:21  | Eugene, Oregon, États-Unis           |                                                                  |